# Jan Grolich
Jan Grolich (* 11. června 1984 Brno) je moravský politik a advokát, od roku 2020 hejtman Jihomoravského kraje, od roku 2010 zastupitel obce Velatice v okrese Brno-venkov, v letech 2010–2020 starosta Velatic, člen KDU-ČSL. Dříve vystupoval také jako stand-up komik.

## Život
V letech 1999 až 2003 absolvoval Biskupské gymnázium Brno, v letech 2003 až 2004 navštěvoval Státní jazykovou školu. V letech 2004 až 2009 vystudoval právo na Právnické fakultě Masarykovy univerzity (získal titul Mgr.).
V Brně absolvoval advokátní praxi, ale advokátní zkoušky skládal již během starostování. Právu se již profesně nevěnuje. Vystupoval také jako stand-up komik, například v pořadu Comedy Club televize Prima.
Jan Grolich žije v obci Velatice v okrese Brno-venkov a hlásí se k moravské národnosti. Od roku 2010 je ženatý s Magdalenou Grolichovou, která v Brně provozuje kavárnu Piknik Box. Společně s manželkou vychovávají jednoho syna.

## Politické působení
V komunálních volbách v roce 2010 byl jako nestraník za KDU-ČSL zvolen zastupitelem obce Velatice, když vedl tamní kandidátku. Následně se stal i starostou. Mandát zastupitele a starosty obce pak obhájil ve volbách v roce 2014 (již člen KDU-ČSL na kandidátce "KDU-ČSL a nestraníci") i ve volbách v roce 2018 (opět na kandidátce "KDU-ČSL a nestraníci"). V komunálních volbách v roce 2022 kandidoval do zastupitelstva Velatic z 2. místa kandidátky subjektu „Lidovci a nezávislí“ (tj. KDU-ČSL a nezávislí kandidáti). Mandát zastupitele obce se mu podařilo obhájit.
V krajských volbách v roce 2016 byl za KDU-ČSL zvolen zastupitelem Jihomoravského kraje. V krajských volbách v roce 2020 byl lídrem KDU-ČSL v Jihomoravském kraji a mandát zastupitele kraje obhájil.
Ve volbách do Poslanecké sněmovny PČR v roce 2017 kandidoval v Jihomoravském kraji na posledním místě kandidátky KDU-ČSL, ale neuspěl.
V krajských volbách roku 2020 byl lídrem kandidátky KDU-ČSL v Jihomoravském kraji. Byl třetím nejvíce kroužkovaným politikem v zemi, před ním byl pouze Martin Kupka (ODS) a Vít Rakušan (STAN). Po volbách se v rámci povolební koalice KDU-ČSL, Pirátů, ODS a Starostů pro jižní Moravu stal dne 11. listopadu 2020 hejtmanem Jihomoravského kraje a následně odstoupil z funkce starosty Velatic.
V prezidentských volbách 2023 podpořil v 1. kole nezávislou kandidátku Danuši Nerudovou.
V únoru 2024 se stal z pozice člena KDU-ČSL lídrem kandidátní listiny koalice SPOLU (tj. ODS, KDU-ČSL a TOP 09) pro krajské volby v září 2024 v Jihomoravském kraji. Mandát krajského zastupitele se mu podařilo obhájit. Následně vítězná koalice SPOLU uzavřela koaliční smlouvu s pátým uskupením „Starostové pro jižní Moravu“ (tj. hnutí STAN a hnutí SOL) a dne 4. listopadu 2024 byl Grolich opět zvolen hejtmanem Jihomoravského kraje, když získal 35 hlasů od 65 přítomných zastupitelů.